# Eščё ljublju, eščё nadejus'
Eščё ljublju, eščё nadejus' (Ещё люблю, ещё надеюсь) è un film del 1984 diretto da Nikolaj Lyrčikov.

## Trama
Il film racconta di un uomo che per tutta la vita ha amato una donna. Era sposata, ha cresciuto figli e nipoti, ma nonostante questo, per tutto il tempo è rimasto suo fedele amico. E all'improvviso, una bella sera di capodanno, bussa alla sua porta.